# حسن جعفری (فوتبال)
حسن جعفری (زادهٔ ۳۰ تیر ۱۳۶۹ در ممسنی) بازیکن فوتبال اهل ایران است که در پست دفاع راست بازی می‌کند.

## اطلاعات باشگاهی
حسن جعفری پرورش یافتهٔ باشگاه سپاهان است. وی دوران سربازی خود را در تیم ملوان بندرانزلی گذراند.

## افتخارات
- لیگ برتر
- قهرمانی در لیگ برتر فوتبال ایران ۹۱–۱۳۹۰ به همراه تیم سپاهان اصفهان
- قهرمانی در لیگ برتر فوتبال ایران ۹۳–۱۳۹۲ به همراه تیم فولاد خوزستان
- نایب قهرمانی در لیگ برتر فوتبال ایران ۹۸–۱۳۹۷ به همراه تیم سپاهان اصفهان
- جام حذفی
- نایب قهرمانی در جام حذفی ۰۳–۱۴۰۲ به همراه تیم مس رفسنجان
- قهرمانی در جام حذفی ۹۲–۱۳۹۱ به همراه تیم سپاهان اصفهان
- نایب قهرمانی در جام حذفی ۹۰–۱۳۸۹ به همراه تیم ملوان بندر انزلی